# Prassagora di Cos
Prassàgora di Coo (in greco antico: Πραξαγόρας?, Praxagŏras; Coo, fine IV secolo a.C. – ...) è stato un medico greco antico.
Proveniente dall'isola di Kos studiò la dinamica che spiega il movimento del corpo umano. Questa ha origine dal pneuma e grazie alla arterie (canali del pneuma) viene trasmesso sino alle estremità del corpo, diventando neura (nervi) sempre più sottili. Plistonico ed Erofilo di Calcedonia (335-280 a.C.), medico alessandrino e pioniere della ricerca anatomica, sono stati suoi allievi.